# Presa Grande
Presa Grande är en ort i Mexiko.   Den ligger i kommunen Pueblo Nuevo och delstaten Guanajuato, i den centrala delen av landet, 270 km nordväst om huvudstaden Mexico City. Presa Grande ligger 1 705 meter över havet och antalet invånare är 213.
Terrängen runt Presa Grande är platt åt nordost, men åt sydväst är den kuperad. Runt Presa Grande är det ganska tätbefolkat, med 166 invånare per kvadratkilometer. Närmaste större samhälle är Irapuato, 17,6 km norr om Presa Grande. Trakten runt Presa Grande består till största delen av jordbruksmark.